# Vårtgallblomfluga
Vårtgallblomfluga (Heringia verrucula) är en tvåvingeart som först beskrevs av Collin 1931.  Vårtgallblomfluga ingår i släktet gallblomflugor, och familjen blomflugor. Arten är reproducerande i Sverige. Inga underarter finns listade i Catalogue of Life.